# Trichomycterus iheringi
Trichomycterus iheringi là một loài cá da trơn thuộc họ Trichomycteridae. Phạm vi phân bô giới hạn trong một khu vực nhỏ của bờ biển Brazil ở các bang São Paulo và tiểu bang Paraná, tập trung vào Santos.
Loài này có chiều dài tiêu chuẩn khoảng 140 mm.